# كلية قرية ميلبورن
كلية قرية ميلبورن (بالإنجليزية: Melbourn Village College)‏؛ مدرسة ثانوية معتمدة أكاديميًا، وتقع في مدنية ملبورن في كامبريدجشير في إنجلترا، وتخدم منطقة واسعة من جنوب كامبريدجشير. تضم المدرسة أكثر من 500 طالب تتراوح أعمارهم بين 11 و 16 عامًا. في 1 سبتمبر من عام 2013، عدت الكلية جزء من أمانة أكاديمية كومبرتون.

## التاريخ
منذ سبتمبر 2002، تخصصت الكلية في الفنون المسرحية مع تخصص الموسيقى والدراما والرقص. في تقريرها عن التفتيش في 6 أكتوبر 2005، صنف مكتب معاير التربية والتعليم أوفستيد المدرسة على أنها جيدة، كما أعطاها النقطة الثانية على مقياس من أربع نقاط قائلا «الكلية هي مدرسة جيدة مع بعض الميزات البارزة».
تم تصنيف المكونات التالية على أنها ممتازة:
- ما مدى جودة عمل المدرسة بالشراكة مع الآخرين لتعزيز رفاهية المتعلمين
- ما مدى جودة التنمية الشخصية الشاملة ورفاهية

المتعلمون:
- ما مدى التوجيه والدعم الذي يحظى به المتعلمون
- إلى أي مدى يتم تعزيز تكافئ الفرص ومعالجة التمييز حتى يتمكن جميع المتعلمين من تحقيق أفضل ما يمكنهم
- مدى فعالية وكفاءة نشر الموارد لتحقيق القيمة مقابل المال[2]

في عام 2006، حصل 59 ٪ من الطلاب على 5 أو أكثر من شهادات الثانوية العامة بما في ذلك اللغة الإنجليزية والرياضيات، وارتفعت النسبة إلى 63 ٪ إذا تم استبعاد هذين الموضوعين. في آخر فحص كامل لأوفستيد في عام 2013، حافظت الكلية على تصنيفها الجيد.

## المناهج التعليمية
تقدم الكلية المناهج التعليمية وتدرس المواد التالية: اللغة الإنجليزية، الرياضيات، العلوم، الجغرافيا، التاريخ، التعليم الديني، تكنولوجيا الغذاء، تكنولوجيا الخشب، الفن، التربية البدنية، اللغة الألمانية، اللغة الفرنسية، اللغة الإسبانية، الموسيقى، الرقص والدراما، وتكنولوجيا المعلومات والاتصالات، ومحو الأمية.

## التمويل
في يناير 2000 استخدمت جمعية رؤساء المدارس الثانوية هذه الكلية كمثال على التفاوت في التمويل بين السلطات المحلية، قائلة: «لو كانت الكلية في هيرتفوردشاير على بعد ميلين لكانت قد تلقت 359 ألف جنيه إسترليني إضافية لطلابها».
بحلول تشرين الثاني (نوفمبر) 2005 كانت المدرسة تبلغ قيمتها 148,814 جنيه إسترليني.

## فريق العمل
في عام 1998، تم تعيين جوديث مولين التي كانت آنذاك مشرفة على الكلية، رئيسة لجمعية رؤساء المدارس الثانوية. في أبريل 2006، أسس نيكولا دنكلين وهو مدرس مساعد فرع جنوب كمبريدجشير لمؤسسة خيرية تدعى أصدقاء أطفال تشيرنوبيل.

## تلاميذ سابقون بارزون
- لوك تشادويك:[9] لاعب كرة قدم محترف
- دانيال جودفيلو: حاصل على الميدالية البرونزية في الألعاب الأولمبية في ريو 2016
- دنكان بيلامي: موسيقي - عضو في فرقة بورتيكو الرباعية المرشحة لجائزة ميركوري

## روابط خارجية
- موقع رسمي
- مجلس مقاطعة كامبريدجشير
- تقارير Ofsted
- جداول أداء DCSF [وصلة مكسورة]